# 仙台クラシックフェスティバル
仙台クラシックフェスティバル（せんだいクラシックフェスティバル、英語: SENDAI CLASSICAL MUSIC FESTIVAL）は、宮城県仙台市で秋に開催されているクラシック音楽主体の音楽祭である。略称は「せんくら」。初開催は2006年（平成18年）。仙台市や仙台市市民文化事業団、仙台フィルハーモニー管弦楽団、河北新報、仙台市交通局などが主催している。
会場は仙台市地下鉄南北線沿線の仙台市青年文化センター、仙台市泉文化創造センター（イズミティ21）、太白区文化センター（たいはっくる）の3箇所である。各会場で午前から夜にかけて複数の公演プログラムが組まれており、2024年の公演数は80だった。1公演あたりの演奏時間は45分から1時間である。演目はオーケストラ、室内楽、声楽、リサイタルなど様々である。このようなプログラムであるために、複数のコンサートを「はしごする」ことが可能であると紹介される。一部の公演では幼児の入場が可能である。
またこれらの公演と前後して、地下鉄の駅構内でもコンサートが開催される。2024年では仙台駅と旭ヶ丘駅で開催された。

## 開催実績
| 回 | 開催年月日                  | ホール会場（4施設） | ホール会場（4施設） | ホール会場（4施設） | ホール会場（4施設） | ホール会場（4施設） | 街角会場 | 総観客数 |
| 回 | 開催年月日                  | 有料                | 無料                | 計                  | 演奏者              | 観客数              | 無料     | 総観客数 |
| -- | --------------------------- | ------------------- | ------------------- | ------------------- | ------------------- | ------------------- | -------- | -------- |
| 1  | 2006年10月7日、8日、9日     | 93                  | 8                   | 101公演             | 43組500人           | 30,000人            | 17公演   |          |
| 2  | 2007年10月6日、7日、8日     | 93                  | 8                   | 101公演             | 44組580人           | 38,000人            | 40公演   | 43,100人 |
| 3  | 2008年10月11日、12日、13日  | 98                  | 3                   | 101公演             | 57組600人           | 40,000人            |          |          |
| 4  | 2009年10月2日、3日、4日     |                     |                     | 101公演             | 51組351人           | 33,000人            |          |          |
| 5  | 2010年10月1日、2日、3日     |                     |                     | 101公演             | 52組389 人          | 33,000人            |          |          |
| 6  | 2011年9月30日、10月1日、2日 |                     |                     | 58公演              | 52組370人           | 23,800人            |          |          |
| 7  | 2012年9月28日、29日、30日   |                     |                     | 86公演              | 64組375人           | 32,000人            |          |          |
| 8  | 2013年10月4日、5日、6日     |                     |                     | 83公演              | 57組501人           | 31,700人            |          |          |

### 2006年
- ホール会場（有料・無料）
  - 会場：仙台市内4ヶ所10会場
  - 出演者：43組（500人）
  - 総来場者数：延べ30,000人
  - チケット販売枚数：約31,000枚（販売率90%）
  - 完売公演数：有料公演93公演中、59公演

- 街角会場
  - せんくら地下鉄駅コンサート（無料）
    - 会場：地下鉄仙台駅、勾当台公園駅、旭ヶ丘駅、泉中央駅の各駅構内
    - 出演者：9組

### 2007年
ホール会場は2006年とほぼ同じ内容で開催。主な出演者は、つのだたかし（リュート奏者）、山下洋輔（ジャズピアニスト）、森麻季（ソプラノ歌手）、荒川洋（フルート奏者、仙台市出身）、タン・シヤオタン（第2回仙台国際音楽コンクールピアノ部門優勝）、仙台フィルハーモニー管弦楽団、山形交響楽団など。
無料の街角会場での公演は大幅に増加した。
- ホール会場（有料・無料）
  - 会場：仙台市内4ヶ所10会場
  - 出演者：44組（580人）
  - 総来場者数：延べ38,000人

- 街角会場
  - せんくら地下鉄駅コンサート（無料）
    - 会場：地下鉄仙台駅、勾当台公園駅、旭ヶ丘駅、泉中央駅の各駅構内
    - 来場者数：延べ3,500人
    - 出演者：19組（170人）

  - せんくらまちなかコンサート（無料）
    - 会場：仙台市ガス局ショールーム「ガスサロン」
    - 来場者数：延べ1,600人
    - 出演者：9組（27人）

  - 「第2回すいせん通りクラシックの夕べ」（無料）
    - 会場：泉中央、すいせん通り
    - 出演者：1組（2公演）

### プレイベント
プレイベントとして、宮城球場（フルキャストスタジアム宮城。当時）の外周スペースにおいて、試合前にクラシック音楽の演奏が行われた。イベントの名称は、2006年（平成18年）および2007年（平成19年）が「楽都フルスタMIYAGI」で、2006年、2007年ともに3日ずつ開催された。2008年（平成20年）は、無料のプレイベントがクリネックススタジアム宮城にて「音楽大陸」との名称で2日間、地下鉄駅コンサートが2日間、ドコモロビーコンサートが1回、有料のプレイベントはコンサートが1回行われた。